# 博尔克瓦尔德
博尔克瓦尔德（德語：Borkwalde）是德国勃兰登堡州的一个市镇，隶属于波茨坦-米特尔马克县，总面积为4.89平方千米，截至2020年总人口为1578人。